# Malowidła ścienne w kaplicy papieskiej w Castel Gandolfo (Jan Henryk Rosen)

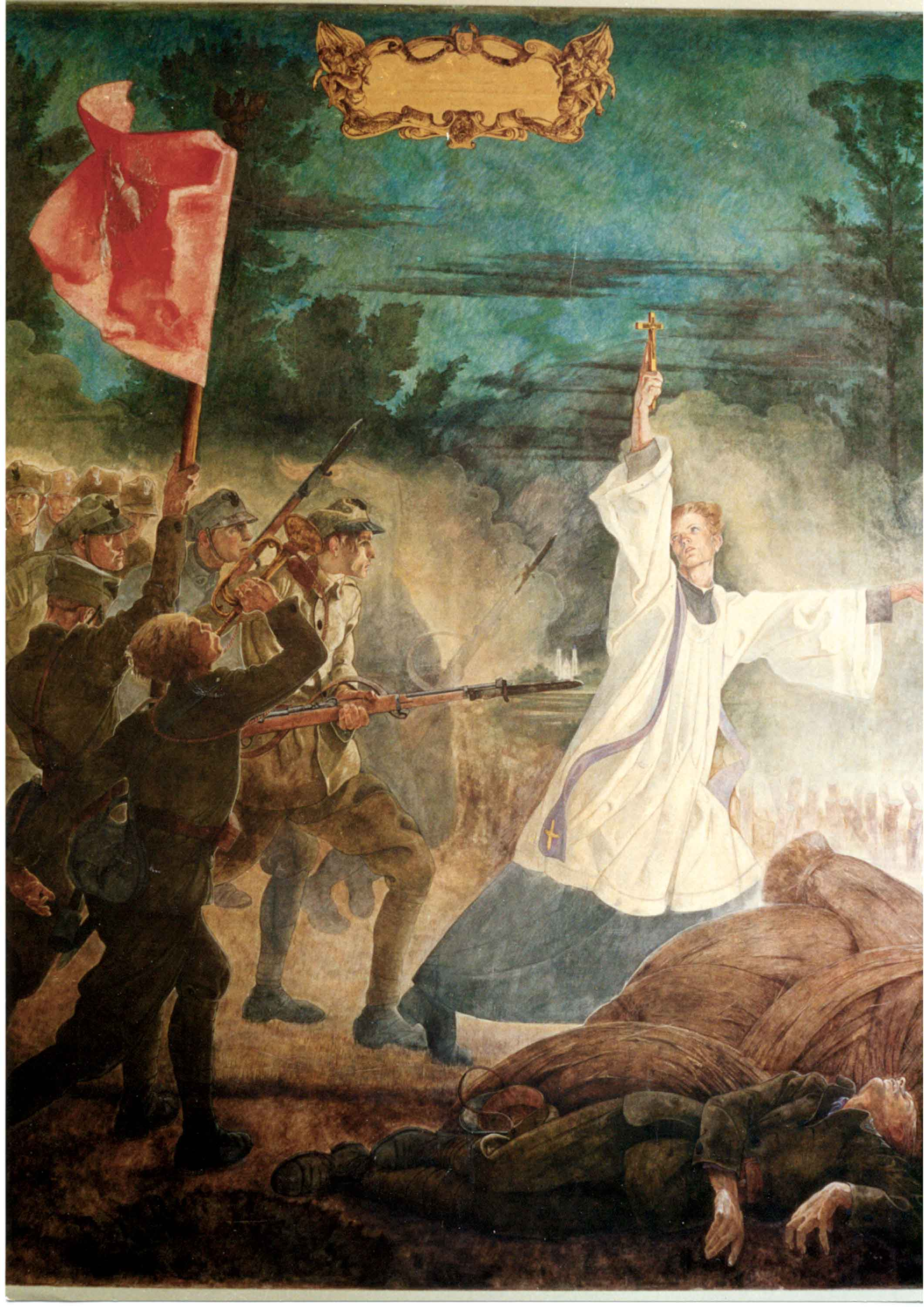
Cud nad Wisłą (Ks. Skorupka w obronie Warszawy w 1920 r.)

Malowidła ścienne Jana Henryka Rosena w prywatnej kaplicy papieskiej w dawnej letniej rezydencji papieży w Castel Gandolfo(Włochy): Obrona Częstochowy (Przeor Kordecki broni Częstochowy w 1655 r.) oraz Cud nad Wisłą (Ks. Skorupka w obronie Warszawy w 1920 r.) wymiary: 370 × 240 cm (każde), wykonane w roku 1933. 
Dwa monumentalne malowidła ścienne powstały na zamówienie papieża Piusa XI, który sam wybrał tematy i skorygował projekty przedstawione przez malarza. Pius XI (Achille Ratti) był nuncjuszem apostolskim w Polsce w latach 1919–1921; wsławił się tym, że podczas wojny polsko-bolszewickiej, w sierpniu 1920 roku jako jedyny zagraniczny dyplomata nie opuścił Warszawy. Omawiane malowidła miały przypominać ten okres działalności papieża. Obrazy znajdują się naprzeciw siebie, na bocznych ścianach kaplicy, w której ołtarzu widnieje kopia obrazu Matki Boskiej Częstochowskiej. Ponad drzwiami wejściowymi do kaplicy znajdują się ponadto malowane mapy Polski: po stronie Cudu – reprodukcja polskiej mapy sztabowej, ukazująca pole bitwy pod Warszawą (197 × 140 cm), a po stronie przeciwnej – mapa Polski, „utrzymana w dawnej konwencji plastycznej”. Zachowała się informacja o urlopie Rosena z Politechniki we Lwowie (gdzie podówczas był zatrudniony) w okresie od 1 V do 15 VI 1933 ze względu na pracę przy malowidłach w Castel Gandolfo (wiadomo skądinąd, że realizacja tego zlecenia zajęła mu znacznie więcej czasu).
Cud nad Wisłą  jest, jak wolno sądzić, w miarę samodzielną kompozycją Rosena (choć, być może odwołuje się do analogicznej kompozycji Jerzego Kossaka  z r. 1930), Obrona Częstochowy, natomiast, nawiązuje – zwłaszcza pod względem ikonografii – do obrazu Januarego Suchodolskiego  pod tym samym tytułem (1846, olej na płótnie, 124 × 164 cm, Muzeum Narodowe w Krakowie, nr inw. MNK II-a-8; replika z r. 1854 w zbiorach Muzeum Narodowego w Warszawie). Trudno sobie wyobrazić, by kompozycja Rosena mogła była powstać bez znajomości obrazu Suchodolskiego, dzieła skądinąd w owym czasie bardzo popularnego i szeroko reprodukowanego.

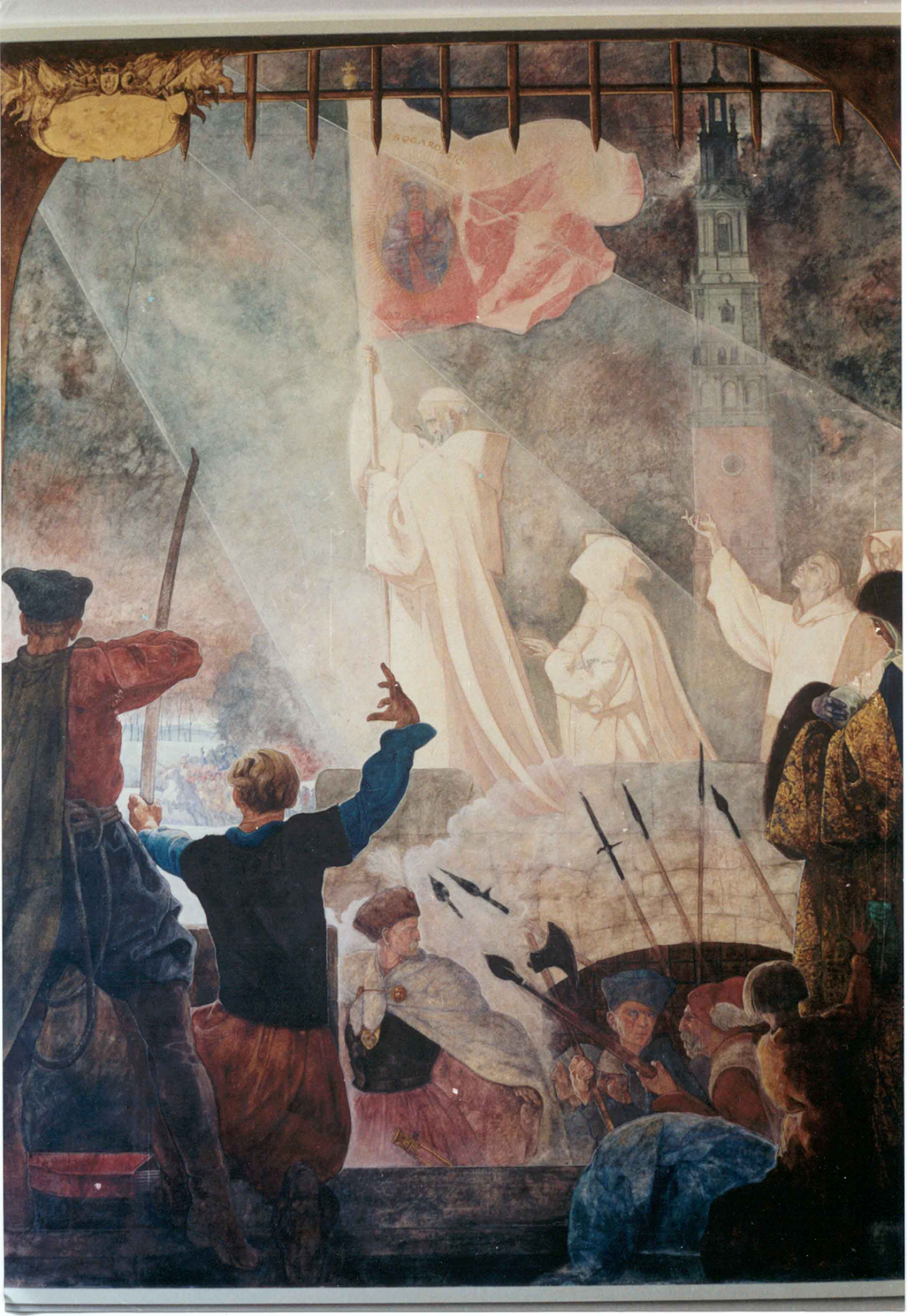
Cud nad Wisłą (Ks. Skorupka w obronie Warszawy w 1920 r.)

Jako ciekawostkę należy wspomnieć, że znane są co najmniej dwa powtórzenia aranżacji znanej z kaplicy w Castel Gandolfo (tzn. dekoracje wnętrz sakralnych w postaci umieszczonych naprzeciw siebie obu omawianych kompozycji, podobnie jak to miejsce w kaplicy papieskiej): w prezbiterium kościoła w Toustem na Podolu (stosunkowo dobrze zachowana Obrona Częstochowy; Cud nad Wisłą – jedynie szczątkowo) z lat ok. 1935–1939 oraz na historycznej Wileńszczyźnie (obecnie w granicach Białorusi), w kościele pw. Matki Boskiej Różańcowej w Sołach (przed 20 IX 1934; zamalowany w 2023), jako część większego zespołu malowideł w prezbiterium. Sam Rosen powtórzył postać ks. Skorupki  na fryzie namalowanym do dekoracji działu polskiego na Międzynarodowej Wystawie Prasy Katolickiej w Watykanie (1936), obecnie przechowywany w Domu Arcybiskupów Warszawskich.
„Oryginalny” pomysł papieża zestawienia w kaplicy obu scen był, jak się okazuje, nie tylko nieprzypadkowy, ale też zapewne istniał w literaturze już wcześniej. Jak pisze Jarosław Komorowski, wydana w roku 1920 przez Towarzystwo Oświaty Narodowej książka Marii Bogusławskiej pt. Dziedzictwo Kordeckiego: ks. Ignacy Skorupka już w tytule łączy głównych bohaterów obu wydarzeń. Ze względu na brak dokładnych dat powstania obu realizacji, określonych tu mianem powtórzeń zespołu w Castel Gandolfo, trudno jednoznacznie stwierdzić kierunek wpływów, wydaje się jednak, że pierwszeństwo należy przyznać kaplicy papieskiej, która mogła posłużyć za wzór malowidłom w Toustem. Ponadto o dekoracji kaplicy w Castel Gandolfo i udziale Rosena w tym przedsięwzięciu współcześnie szeroko informowały krajowe i zagraniczne agencje prasowe, a za nimi prasa codzienna i periodyczna. Aby wydarzeniu nadać rozgłos, Rosena – naturalnie z charakterystyczną dla ujęć prasowych przesadą – zestawiano z Michałem Aniołem (a kaplicę w Castel Gandolfo z kaplicą Sykstyńską), podnosząc fakt, że polski malarz był pierwszym artystą od czasu Buonarrotiego, który udekorował dla papieża całą kaplicę.
Projekty kompozycji (1932), wykonanych (z niewielkimi zmianami, stosownie do uwag wyrażonych przez Piusa XI) w kaplicy w Castel Gandolfo, są przechowywane w bazylice archikatedralnej pw. Świętej Rodziny w Częstochowie.
Nie do końca wyjaśniona jest rola Giuseppe (Józefa) Toeplitza, współtwórcy i jednego z dyrektorów włoskiego Banca Commerciale Italiana (BCI), instytucji, która podówczas prowadziła obsługę finansową Watykanu, w powierzeniu zamówienia Rosenowi, nie ulega jednak wątpliwości, że malarz otrzymał to zlecenie właśnie dzięki Toeplitzowi, który też miał partycypować w kosztach udekorowania kaplicy (czy też pokryć je w całości). Rok przed wykonaniem malowideł w Castel Gandolfo, w roku 1932 Rosen namalował obraz przedstawiający św. Odilona na grobowcu rodzinnym Toeplitza na cmentarzu w Sant’Ambrogio di Varese, gdzie Giuseppe Toeplitz miał swoją rezydencję.
Nie całkiem jasny jest też udział w tym zamówieniu Antoniego Michalaka (1902–1975). Rosen poznał go w Warszawie jesienią roku 1932 i być może zaproponował młodemu artyście współpracę. W roku 1933 Michalak zaprojektował i wykonał wraz z Rosenem kartony do obu scen mających ozdobić kaplicę papieską. Jak pisze Jerzy Wyczesany, „Kartony te, niezaakceptowane przez papieża, zostały przekomponowane i zrealizowane przez Rosena jednak bez udziału Michalaka”.

O ile zdaniem papieża i w tzw. opinii publicznej malowidła Rosena były sukcesem, o tyle spotkały się z druzgocącą krytyką polskiego środowiska artystycznego. Obecnie są cenione wśród „poloników” zagranicą: „W XX wieku, w dziedzinie malarstwa monumentalnego, szczególne miejsce ma w polskiej sztuce Jan Henryk Rosen (1891–1982). Jego dzieła rozrzucone są w kilku krajach: w Wiedniu ozdobił polichromią kaplicę Jana III Sobieskiego przy kościele St. Joseph na historycznym wzgórzu Kahlenberg (1930). Ta kameralna realizacja przedstawia sceny związane z bitwą pod Wiedniem w 1683 roku w uproszczonej stylizacji, używając śmiałej kolorystyki i dosadnych symboli. Nie jest to ani malarstwo awangardowe, ani historyzm, ale jedna z wybitniejszych ściennych realizacji nurtu «złotego środka», który w latach 20. i 30. XX wieku dochodzi do głosu w wielu krajach Europy. We Włoszech, w rezydencji papieskiej w Castel Gandolfo znajdują się patriotyczno-religijne sceny Rosena o tematyce polskiej: Obrona Częstochowy i Cud nad Wisłą (1934). W Stanach Zjednoczonych, gdzie osiadł w 1937, spośród licznych jego realizacji wyróżniają się malowidła w katedrze anglikańskiej w Waszyngtonie oraz uchodząca za największą na świecie mozaika w katedrze w Saint Louis”

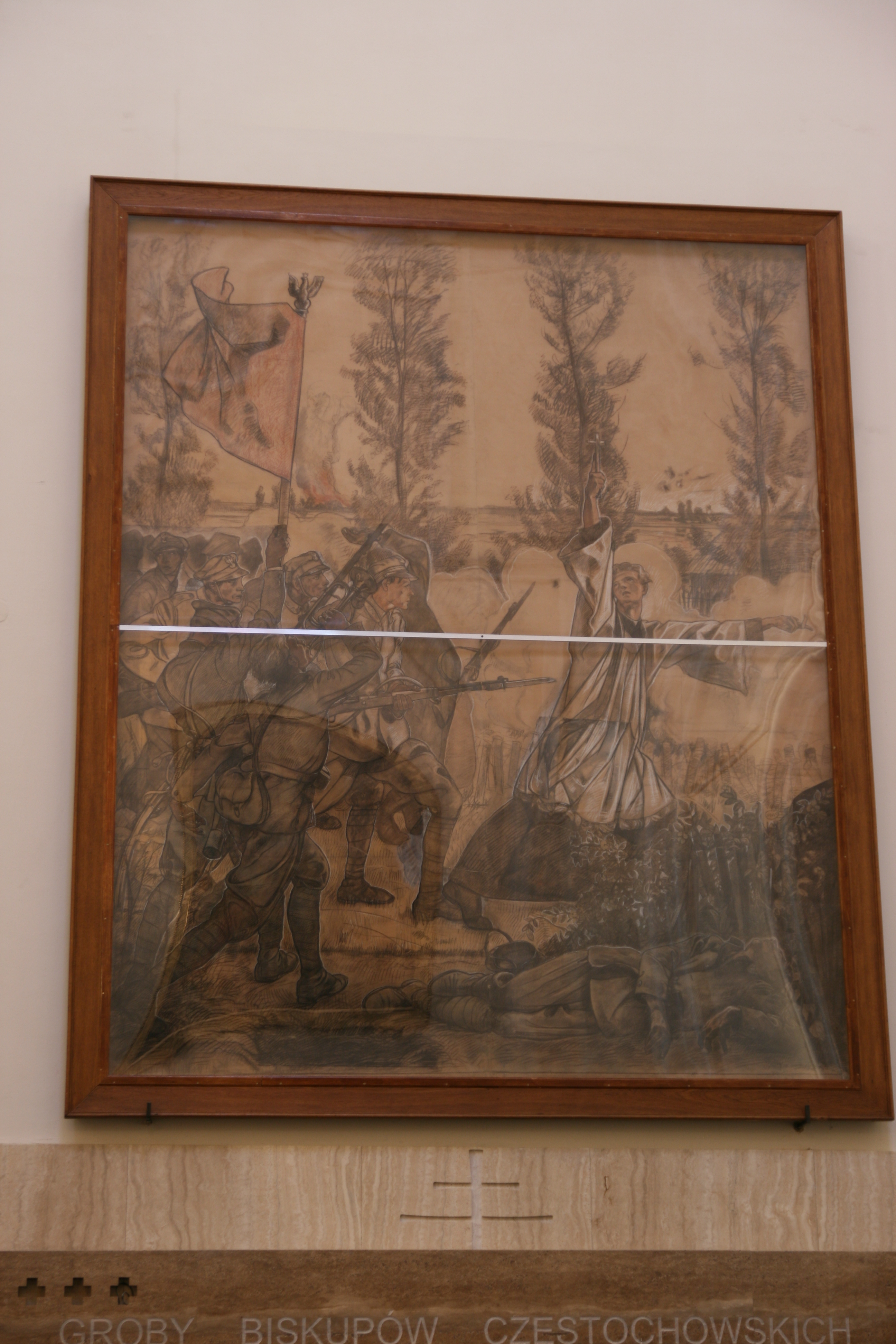
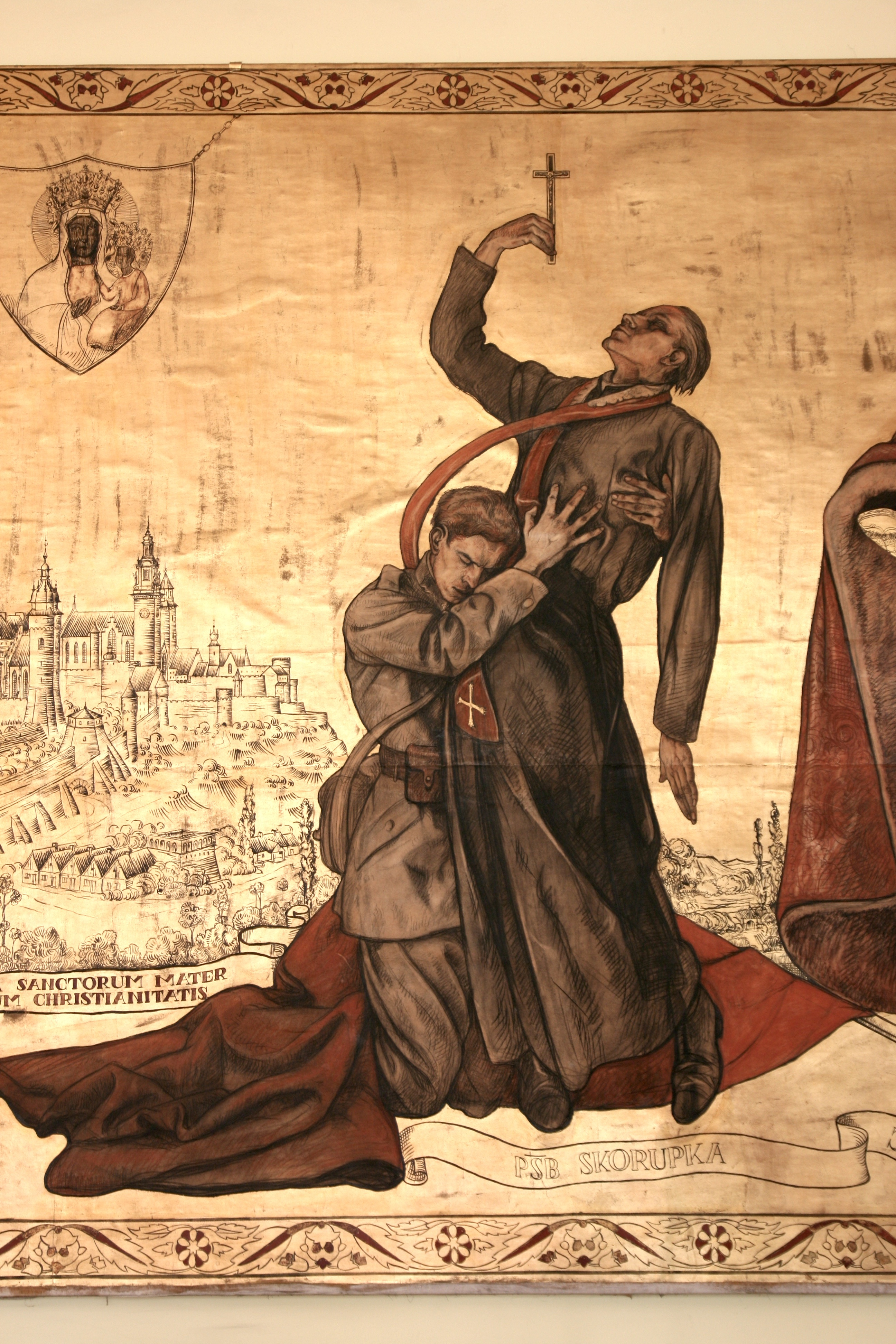
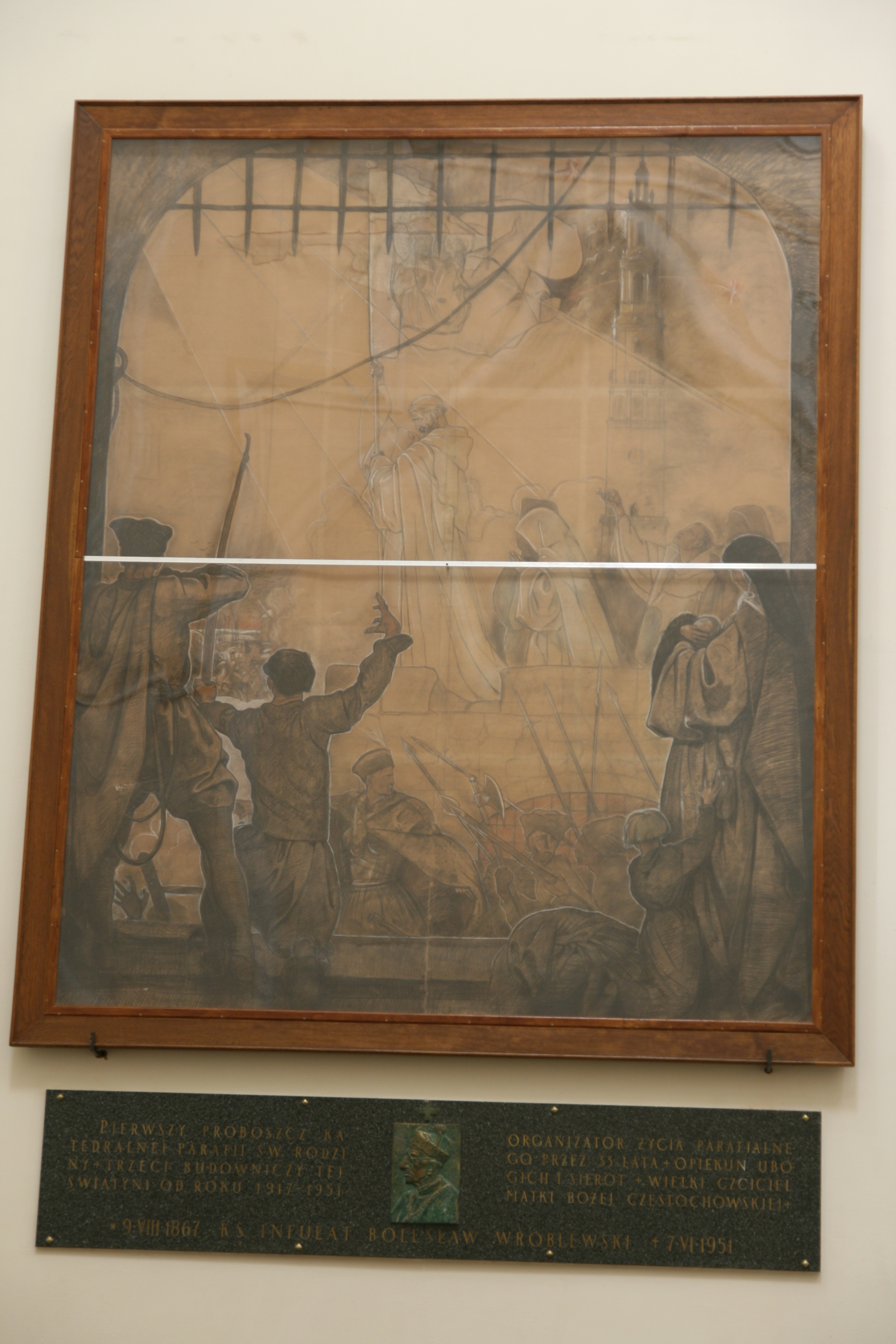